# 江原大学校
江原大学校（カンウォンだいがっこう、朝鮮語: 강원대학교、英語: Kangwon National University）は、大韓民国の国立大学。

## 歴史
1947年に設立した江原道立春川農業大学が始まり。初代学長には咸仁燮が就任した。1952年3月、春川農科大学に名称が変更され、1953年2月、道立から国立へ移管される。その後、農業専門大学として順調に学科を増設していき、1968年には大学院の設置に至る。1970年3月、江原大学に名称が変更される。1978年3月、総合大学に昇格。
江原大学はQS基準で世界大学ランキング1000-1200位圏を占めており、韓国企業評判研究所が発表した「大学ブランド評判」で韓国全国400余りの大学のうち25位を占めました。

## 組織

### 大学
- 経営大学
  - 経営学科
  - 会計学科
  - 観光経営学科
  - 経済学科
  - 国際貿易学科
- 工科大学
  - 環境工学科
  - エネルギー・資源工学科
  - 建築学専攻
  - 建築工学専攻
  - 機械医用工学科
  - 機械メカトロニクス工学科
  - 土木工学科
  - 新素材工学科
  - 産業工学科
  - 化学工学科
  - 生物工学科
- 農業生命科学大学
  - 植物資源応用工学科
  - 応用生物学科
  - 地域建設工学科
  - バイオシステム工学科
  - 園芸学科
  - バイオ資源環境学科
  - 農業資源経済学科
- 動物生命科学大学
  - 動物資源科学科
  - 動物生命システム学科
  - 動物植物応用科学科
  - 動物生命工学科
- 文化芸術大学
  - デザイン学科
  - 美術学科
  - 音楽学科
  - 舞踊学科
  - 映像文化学科
  - ストーリーテリング学科
- 法科大学
  - 法学専攻
- 師範大学
  - 国語教育科
  - 英語教育科
  - 漢文教育科
  - 教育学科
  - 倫理教育科
  - 歴史教育科
  - 地理教育科
  - 一般社会教育科
  - 数学教育科
  - 科学教育学部
  - 家政教育科
- 社会科学大学
  - 行政学科
  - 不動産学科
  - 政治外交学科
  - 新聞放送学科
  - 心理学科
  - 社会学科
  - 文化人類学科
- 山林環境科学大学
  - 山林経営学科
  - 造景学科
  - 山林資源造成学科
  - 山林環境保護学科
  - 山林バイオ素材工学科
  - 製紙工学科
- 薬学大学
  - 薬学科
- 医科大学
  - 看護学科
- 人文大学
  - 国語国文学科
  - 英語英文学科
  - 独語独文学科
  - 仏語仏文学科
  - 中国語中国文学科
  - 日本学科
  - 史学科
  - 哲学科
- 自然科学大学
  - 数学科
  - 情報統計学科
  - 生化学科
  - 生命科学科
  - 物理学科
  - 化学科
  - 地質学科
  - 地球物理学科
  - 環境科学科
  - 獣医芸科
- バイオ産業工学部
  - 生物素材工学専攻
  - 食品生命工学専攻
- 医生命科学大学
  - 分子生命科学専攻
  - システム免疫科学専攻
- IT大学
  - 電気電子工学専攻
  - 電子通信工学専攻
  - コンピュータ情報通信工学専攻
  - コンピュータ科学専攻
  - 電子工学専攻
- 獣医科大学
  - 獣医預科
  - 獣医学科
- スポーツ科学学部
  - スポーツ科学専攻
  - スポーツ指導専攻

### 大学院
- 一般大学院
  - 経営大学
    - 経営学科
    - 経済学科
    - 観光経営学科
    - 国際貿易学科
    - 会計学科

  - 工科大学
    - 建築工学科
    - 機械メカトロニクス工学科
    - 機械医用工学科
    - 産業工学科
    - 生命工学科
    - 新素材工学科
    - エネルギー・資源工学科
    - 土木工学科
    - 化学工学科
    - 環境工学科

  - 農業生命科学大学
    - 農業資源経済学科
    - 農化学科
    - バイオシステム工学科
    - 植物資源応用工学科
    - 園芸学科
    - 応用生物学科
    - 地域建設工学科

  - 動物生命科学大学
    - 動物生命工学科
    - 動物生命システム学科
    - 動物食品応用学科
    - 動物資源化学科

  - 文化芸術大学
    - デザイン学科
    - 舞踊学科
    - 美術学科
    - 映像文化学科
    - 音楽学科

  - 法科大学
    - 法学科

  - 師範大学
    - 家政教育学科
    - 科学教育学科
    - 教育学科
    - 国語教育学科
    - 社会教育学科
    - 英語教育学科

  - 社会科学大学
    - 文化人類学科
    - 不動産学科
    - 社会学科
    - 新聞放送学科
    - 心理学科
    - 政治外交学科
    - 行政学科

  - 山林科学大学
    - 山林経営学科
    - 山林環境保護学科
    - 林学科
    - 山林バイオ素材工学科
    - 製紙工学科
    - 造景学科

  - 獣医科大学
    - 獣医学科

  - 薬学大学
    - 薬学科

  - 医科大学
    - 看護学科
    - 医学科

  - 医生命科学大学
    - 分子生命科学科

  - 人文大学
    - 国語国文学科
    - 独語独文学科
    - 仏語仏文学科
    - 史学科
    - 英語英文学科
    - 日本学科
    - 中国語中国文学科
    - 哲学科

  - 自然科学大学
    - 物理学科
    - 生物学科
    - 生化学科
    - 数学科
    - 地球物理学科
    - 地質学科
    - 統計学科
    - 化学科
    - 環境学科

  - IT大学
    - 電気電子工学科
    - 電子工学科
    - 電子通信工学科
    - コンピュータ科学科
    - コンピュータ情報通信工学科

  - 独立学部
    - 生命工学科
    - スポーツ科学科

  - 協同課程
    - 外国人のための韓国学協同課程
    - 地理情報体系課程
    - 環境管理及び政策協同課程
    - 文化芸術経営協同課程
    - 医療・バイオ新素材協同課程
- 経営大学院
  - 経営学科
- 教育大学院
  - 教科教育学科
    - 教科内容学科
- 産業大学院
  - 建築工学科
    - 土木工学科
    - エネルギー資源工学科
    - 新素材工学科
    - 産業工学科
    - 電気工学科
    - 機械工学科
    - 化学工学科
    - 機械メカトロニクス工学科
    - 生物工学科
    - コンピュータ情報通信工学科
    - デザイン学科
    - 電子通信工学科
- 情報科学・行政大学院
  - 情報処理専攻
    - 行政情報専攻
    - 言論情報専攻
    - 地理情報専攻
    - 行政学科
    - 不動産学科
- 法学専門大学院
- 医学専門大学院

## 施設

### キャンパス

#### 春川キャンパス
- 使用大学：経営大学、工科大学、農業生命科学大学、動物生命科学大学、文化芸術大学、師範大学、社会科学大学、森林環境科学大学、獣医大学、薬学大学、看護大学、医生命科学大学、人文大学、自然科学大学、IT大学
- 使用大学院：一般大学院、経営大学院、教育大学院、産業大学院、情報科学行政大学院、グリーンライフ産業政策大学院
- 使用専門大学院：法学専門大学院、医学専門大学院

#### 三陟キャンパス
- 使用大学：工科大学、デザインスポーツ大学、人文社会科学大学
- 使用大学院：一般大学院、産業科学大学院
- 使用専門大学院：防災専門大学院

#### 道渓キャンパス
- 使用大学：工科大学、デザインスポーツ大学、人文社会科学大学、保険科学大学

道渓キャンパスは廃鉱発展基金などを投じて2009年にオープンした。しかし、邑内にある2つの寮からキャンパスまでは9キロ程度離れている上に山道が続いている。さらに、雪が積もると通学バスの運行が危険なため休校になることが毎年ある。そのため、大学と三陟市は邑内に移転することを計画している。

## 学術交流協定
日本
- 北海道大学
- 帯広畜産大学
- 北見工業大学
- 早稲田大学
- 國學院大學
- 信州大学
- 天理大学
- 鳥取大学
- 九州大学
- 長崎大学
- 鹿児島大学

中華人民共和国
- 吉林大学
- 遼寧大学
- 上海外国語大学
- 西安交通大学
- 北京外国語大学
- 内蒙古大学
- 延辺大学
- 中国農業大学
- 南開大学
- 東北師範大学
- 青島大学
- 東北林業大学
- 北華大学
- 山東師範大学
- 杭州師範大学

モンゴル国
- モンゴル国立大学
- モンゴル国立農業大学

ベトナム
- ベトナム国家大学ハノイ校

ラオス
- ラオス国立大学

オーストラリア
- ニューイングランド大学
- ウーロンゴン大学
- モナシュ大学

アメリカ合衆国
- ピッツバーグ大学
- スリッパリーロック大学
- オクラホマ州立大学
- ニューヨーク州立大学オールバニ校
- クレムゾン大学
- カリフォルニア州立大学フラトン校

カナダ
- アルバータ大学

ロシア
- 太平洋国立大学

ドイツ
- バイロイト大学

アイルランド
- リムリック大学